# Daniil Pásynkov
Daniil Valérievich Pásynkov –en ruso, Даниил Валерьевич Пасынков– (Moscú, 13 de octubre de 1994) es un deportista ruso que compite en natación. Ganó una medalla de bronce en el Campeonato Europeo de Natación en Piscina Corta de 2019, en la prueba de 400 m estilos.

## Palmarés internacional
| Campeonato Europeo en Piscina Corta | Campeonato Europeo en Piscina Corta | Campeonato Europeo en Piscina Corta | Campeonato Europeo en Piscina Corta |
| Año                                 | Lugar                               | Medalla                             | Prueba                              |
| ----------------------------------- | ----------------------------------- | ----------------------------------- | ----------------------------------- |
| 2019                                | Glasgow (Reino Unido)               | Medalla de bronce                   | 400 m estilos                       |